# 迪克斯鎮區 (伊利諾伊州福德縣)
迪克斯鎮區（英語：Dix Township）是位於美國伊利諾伊州福特縣的一個行政鎮區。

## 地方資料
根據2010年美國人口普查的數據，迪克斯鎮區的面積為139.80平方千米，當中陸地面積為139.70平方千米，而水域面積為0.10平方千米。當地共有人口614人，而人口密度為每平方千米4.39人。